# Trifosgen
Trifosgen, Cl
3COC(O)OCCl
3 – organiczny związek chemiczny, bezbarwne ciało stałe o temperaturze topnienia 77–81 °C i temperaturze wrzenia (z rozkładem na fosgen i difosgen) 203–206 °C. Hydrolizuje tworząc chlorowodór i dwutlenek węgla. Trifosgen wykazuje działanie podobne do fosgenu. W latach 30. uważany był za potencjalny bojowy środek trujący. Obecnie bez znaczenia militarnego.
Trifosgen został otrzymany po raz pierwszy w roku 1880 przez C. Counclera, a szersze zastosowanie w preparatyce chemicznej znalazł w latach 80. i 90. XX w. Jako krystaliczne ciało stałe jest wygodnym i bezpieczniejszym zamiennikiem gazowego fosgenu; jedna cząsteczka trifosgenu jest ekwiwalentem trzech cząsteczek fosgenu.